# 窓の杜
窓の杜（まどのもり、WINDOWS FOREST）は、株式会社インプレスが運営するMicrosoft Windows用のオンラインソフトウェアを紹介するウェブサイトである。Impress Watchの一角をなす。

## 概要
オンラインソフトウェア紹介のほか、様々な特集が組まれている。ベクター社が運営する同様のサイトVectorとの違いは、ソフトの数を少数に絞り込み、詳しく解説している点にある。また2002年より2017年までほぼ毎年、エイプリルフール企画として窓の社（まどのやしろ）を更新した。

## 名前の由来
「窓」は、Microsoft WindowsのWindowsを日本語に直訳したものである。「杜」は、良質のオンラインソフトが集まることを「森」に見立てたことによる。
前身となるサイト秋保窓（あきうまど）を立ち上げた当時、製作者のひぐちたかしが宮城県仙台市に住んでいた事から、仙台の雅称「杜の都」にちなんで「森」ではなく「杜」の字が充てられた。

## 歴史
- 1994年 - ひぐちたかし個人が、東北大学内のサーバで前身となる秋保窓を開設する。これは当時使用していたサーバの名前が「Akiu」であったことに由来する（秋保は、仙台市と合併する前の秋保町、あるいは、現仙台市太白区にある秋保温泉より）。開設された当時、まだGoogleどころかYahoo!もなくMicrosoft Windows 95さえもなかった時代に密かな人気となった。このことより、日本最古のオンラインソフト紹介サイトだとされることがある。
- 1996年5月 - 学外からの秋保窓の利用が多くなるにつれ、回線速度の面で本来の目的である学術利用に支障を来たすようになった。また日本経済新聞社とのアフィリエイト関係が築かれたこと[要出典]もあり、国立大学の関係者にふさわしくない行為としても問題視された[誰によって?]ため、一旦閉鎖に追い込まれる。以降その代替としてDTIなどの商用サーバへ移転したものの、あまりにもアクセス数が多く耐え切れない状態が続いた。
- 1996年10月14日 - インプレス社（当時）の協力の下でサイトを移転し、窓の杜と改名した。これによって同サイトはひぐちたかし個人の単独名義ではなく、インプレス社（当時）とひぐちたかしとの共同名義となった。なお公式には窓の杜の誕生日はこの日とされている。
- 1996年10月15日 - 窓の杜の正式運用が始まる。
- 1996年 - Yahoo! JAPAN主催のWeb of the Yearでコンピュータ部門1位を獲得する。以降同イベントが廃止されるまで、全ての年で同部門1位を獲得している。
- 1998年2月2日 - フレームによるものではあるが、サイトのレイアウトが現在のレイアウトにかなり近い物へ変更される。このレイアウト思想は以降長年継承されることとなる。またこの頃、サイトの名義がインプレス社（当時）単独へと変更された。
- 1998年6月2日 - 経営危機から大幅に運営方針を転換。
- 2000年4月1日 - 初めてのエイプリルフール企画として「窓の杜韓国語版」「同中国語版」が掲載される。
- 2000年11月14日 - 姉妹サイトとしてMacintosh用のソフトウェアを紹介する林檎の杜が開設される（しかし不調に終わり、また提携していたMACLIFE誌の休刊もあったため、2002年3月29日に閉鎖された）。
- 2001年3月14日 - バナー画像が窓を意識したものから杜を意識したものへと変更される。
- 2001年4月1日 - エイプリルフール企画として女性向けオンラインソフト情報サイト「窓の杜elle」が掲載される。
- 2001年12月17日 - ひぐちたかしが自身の担当コーナーを終了、編集部の一線から身を退く。

- 2002年10月1日 - レイアウトの変更（特に過去のアップデート情報）およびサイドメニューの動的化がなされる。
- 2004年4月2日 - リニューアル準備のため、一時記事の更新が中止となる。
- 2004年4月12日 - レイアウトやデザイン周りの変更がなされる。
- 2005年10月3日 - 旧インプレス社が事業分割されたことに伴い、Impress Watch社名義となる。
- 2016年6月1日 - 創刊20周年を記念してレイアウトをフルリニューアル。

### 窓の社
- 2002年4月1日 - エイプリルフール企画、オンラインソフト捏造サイト「窓の社（まどのやしろ）」が初めて掲載される。以降、ほぼ毎年エイプリルフール企画を実施。
- 2006年4月3日 - 窓の社が「日本インターネット エイプリル・フール協会」主催の『2006年ばかオブザイヤー』でdotBar賞を受賞。
- 2011年3月31日 - エイプリルフール企画を2012年に延期[1]。
- 2017年4月1日 - エイプリルフール企画記事へのアクセスをツイッター経由に変更[2]。以降は更新されず。

## トラブル

### 窓の杜大賞の偏向票問題
1996年と1997年の窓の杜大賞では編集部側の票がユーザ側の票よりも遥かに大きく重み付けされており、これにより結果がかなり左右された。例えば1997年では、一般票で二位だった Mule がスタッフ票により五位になり、Mule よりも一般票の少なかった Internet Explorer が二位になった。このようなことが投票したユーザの多くから中立性に欠けるとして非難された。1998年は特別賞以外の賞を一般票のみで決めるというルールに変更された。

### ボツの杜問題
1997年頃、「ボツの杜」というコーナーがあった。掲載するに至らなかったソフトウェアを「ボツソフト」として紹介するコーナーだったが、ソフトウェア作家たちの反発を招く結果となった。「杜の若葉」へと名称が変更されたのち、最終的には企画そのものを廃止している。

### Firefox拡張機能問題
まず始めに、2005年2月の特集記事の中で「拡張機能」と「プラグイン」の違いを解説した上で、「拡張機能」についても「プラグイン」という名称を用いるとした。Mozilla Firefoxでは「拡張機能」と「プラグイン」は明確に区別され、同一視すべきではないことから、Firefoxユーザたちから反感を呼んだ。その後の別特集記事における、2006年3月の最終回で「今後は拡張機能と呼ぶ」としており、以降の記事では「拡張機能」の表現が用いられている。なおこの間の記事について訂正はない。